# Dieuwke de Graaff-Nauta
Dieuwke IJtje Willemke de Graaff-Nauta (Sneek, 22 mei 1930 – aldaar, 10 juni 2008) was een Nederlandse politica van achtereenvolgens de Christelijk-Historische Unie (CHU) en het Christen-Democratisch Appèl (CDA).

## Levensloop
De Graaff-Nauta volgde de kweekschool te Sneek en was vervolgens een aantal jaren in het onderwijs werkzaam alvorens ze de politiek inging. Vanaf 1962 was zij actief in de provinciale politiek in Friesland, als lid van de Provinciale Staten en later ook als lid van Gedeputeerde Staten. Ook was zij gemeenteraadslid en wethouder in Sneek.
In 1986 werd zij door formateur Lubbers naar Den Haag gehaald om staatssecretaris te worden. Tussen 14 juli 1986 en 27 mei 1994 was zij namens het CDA staatssecretaris van Binnenlandse Zaken in de kabinetten Lubbers II en Lubbers III. Daarna was zij in het kabinet-Lubbers III drie maanden (tot 22 augustus 1994) minister van Binnenlandse Zaken, als opvolger van Ed van Thijn die op 27 mei had moeten aftreden in verband met de IRT-affaire.
Als staatssecretaris was zij verantwoordelijk voor de herziening van de Gemeentewet, Provinciewet en Kieswet. Ook bracht zij een groot aantal bestuurlijke herindelingen tot stand. Als politica gold zij eerder als pragmatisch dan als sterk ideologisch bevlogen.
Na haar periode als minister was ze onder meer voorzitter van een commissie die onderzoek deed naar financiële affaires rond inzamelingsacties waar GroenLinks-politica Tara Singh Varma bij was betrokken.
Dieuwke de Graaff-Nauta overleed op 78-jarige leeftijd.

## Familie
Nauta werd geboren als dochter van leraar Wiebe Nauta (1897-1964), later voorzitter van de Sneker Kamerkring voor de CHU en diens tweede echtgenote Pietje de Jong (1900-1937). Haar broer Lolle Nauta was filosoof en partijideoloog van de PvdA. Ze is ook familie van radioprogrammamaker Jan Nauta (1934-2020).

## Onderscheidingen
De Graaff-Nauta kreeg de volgende ridderorden:
- Ridder in de Orde van Oranje-Nassau
- Commandeur in de Orde van Oranje-Nassau

- Biografisch Portaal: 69464909
- International Standard Name Identifier: 0000 0003 9000 9924
- Nederlandse Thesaurus van Auteursnamen: 073938696
- Parlement.com: vg09lloidqy9
- Virtual International Authority File: 283547865
- WorldCat: E39PBJhxjfWkyjHXqHbWpQ3bBP